# Березина (приток Сожа)
Березина — река в Хиславичском районе Смоленской области, левый приток Сожа.
Площадь водосборного бассейна — 354 км².
Длина 31 км. Исток в болоте недалеко от деревни Долгий Мост Хиславичского района. Впадает в Сож у посёлка Хиславичи.
Имеет притоки: Ханютина слева, Духовая справа, Трахотинка справа, а также ручьи Домашка, Гориста, Лозовская с притоком Жильня и другие.
На реке находятся деревни Петрополье, Болотово, Зарево, Владимировка, Новая Воробьёвка, все Хиславичского района.
На старых картах и документах называется также Березна, Берёзовка, Березыня.